# Rasseschlüssel (Rind)
Der Rasseschlüssel dient der Katalogisierung der Rinderrassen. Er besteht aus einer bis zu dreistelligen Ziffer. Außerdem gibt es eine Kurzbezeichnung aus zwei oder drei Buchstaben, die im Bestandsregister eingetragen wurde.
Seit 2002 ist in Deutschland der Eintrag des Rasseschlüssels in den Rinderpass gesetzlich vorgeschrieben. Nach der deutschen Viehverkehrsverordnung ist zusätzlich zu den Daten, die nach dem Recht der EU zu erfassen sind, der Rasseschlüssel vom Halter unverzüglich nach der Kennzeichnung, also üblicherweise nach der Anbringung der Ohrmarke der zuständigen Behörde oder ihrer beauftragten Stelle anzuzeigen und in sein Bestandsregister einzutragen. Dies soll die Nachvollziehbarkeit der Herkunft eines Rindes sicherstellen, was besonders in Hinblick auf die Bekämpfung von BSE von Bedeutung ist. Die Rasseschlüssel sind in Anlage 6 zur Viehverkehrsverordnung katalogisiert, die seit Bekanntmachung vom 3. März 2010 ergänzt und in ihren Bezeichnungen teils aktualisiert wurde:
| Rasse                                        | Schlüssel | Kurzbezeichnung | Alternativnamen                                         |
| -------------------------------------------- | --------- | --------------- | ------------------------------------------------------- |
| Holstein-Schwarzbunt                         | 01        | SBT             | Deutsche Holstein-Schwarzbunt                           |
| Holstein-Rotbunt                             | 02        | RBT             | Deutsche Holstein-Rotbunt                               |
| Jersey                                       | 03        | JER             | Deutsche Jersey                                         |
| Braunvieh                                    | 04        | BV              |                                                         |
| Angler                                       | 05        | RVA             |                                                         |
| Rotvieh alter Angler Zuchtrichtung           | 06        | RV              |                                                         |
| Rotbunt DN                                   | 09        | RDN             | vormals: Doppelnutzung Rotbunt                          |
| Deutsches Schwarzbuntes Niederungsrind (DSN) | 10        | DSN             | Deutsche Schwarzbunte alter Zuchtrichtung (DSB)         |
| Fleckvieh                                    | 11        | FL              |                                                         |
| Gelbvieh                                     | 12        | GV              | Franken Doppelnutzung                                   |
| Pinzgauer                                    | 13        | PIN             | Pinzgauer alter Zuchtrichtung                           |
| Hinterwälder                                 | 14        | HIN             |                                                         |
| Murnau-Werdenfelser                          | 15        | MW              |                                                         |
| Vorderwälder                                 | 16        | VW              |                                                         |
| Limpurger Rind                               | 17        | LMP             |                                                         |
| Braunvieh alter Zuchtrichtung                | 18        | DBV             | Deutsches Braunvieh alter Zuchtrichtung                 |
| Ayrshire                                     | 19        | AS              |                                                         |
| Vogesen-Rind                                 | 20        | VR              |                                                         |
| Charolais                                    | 21        | CHA             |                                                         |
| Limousin                                     | 22        | LIM             |                                                         |
| Weißblaue Belgier                            | 23        | WBB             |                                                         |
| Blonde d’Aquitaine                           | 24        | BA              |                                                         |
| Maine Anjou                                  | 25        | MA              |                                                         |
| Salers                                       | 26        | SAL             |                                                         |
| Montbéliard                                  | 27        | MON             |                                                         |
| Aubrac                                       | 28        | AU              |                                                         |
| Piemonteser                                  | 31        | PIE             |                                                         |
| Chianina                                     | 32        | CHI             |                                                         |
| Romagnola                                    | 33        | ROM             |                                                         |
| Marchigiana                                  | 34        | MAR             |                                                         |
| White Park                                   | 35        | WP              |                                                         |
| British Blue                                 | 36        |                 |                                                         |
| Angus                                        | 41        | DA              | vormals: Angus (DA)                                     |
| Angus (AA)                                   | 42        | AA              | vormals: Angus/AA (AA) oder Aberdeen Angus              |
| Hereford                                     | 43        | HE              |                                                         |
| Deutsches Shorthorn                          | 44        | SH              |                                                         |
| Highland Cattle                              | 45        | HLD             | vormals bloß: Highland                                  |
| Welsh-Black                                  | 46        | WB              |                                                         |
| Galloway                                     | 47        | GAL             |                                                         |
| Lincoln Red                                  | 48        | LR              |                                                         |
| Belted Galloway                              | 49        | BGA             |                                                         |
| Luing                                        | 50        | LG              |                                                         |
| Brangus                                      | 51        | BRA             |                                                         |
| Normanne                                     | 52        | NOR             |                                                         |
| Ungarisches Steppenrind                      | 53        | UST             |                                                         |
| Zwerg-Zebu                                   | 54        | ZEB             |                                                         |
| Grauvieh                                     | 55        | GRV             |                                                         |
| Dexter                                       | 56        | DEX             |                                                         |
| White Galloway                               | 57        | WGA             |                                                         |
| Longhorn                                     | 58        | LH              |                                                         |
| South Devon                                  | 59        | SD              |                                                         |
| Fjäll-Rind                                   | 60        | FR              | Fjaellrind                                              |
| Tuxer                                        | 61        | TUX             |                                                         |
| Telemark                                     | 65        | TLM             |                                                         |
| Fleckvieh -Simmental                         | 66        | FLF             | vormals Fleckvieh Fleischnutzung                        |
| Uckermärker                                  | 67        | UCK             |                                                         |
| Blaarkop                                     | 68        | BLA             |                                                         |
| Witrug                                       | 69        | WIT             |                                                         |
| Lakenvelder                                  | 70        | LAK             | Lakenvelder                                             |
| Rotes Höhenvieh                              | 71        | RHV             |                                                         |
| Ansbach-Triesdorfer                          | 72        | AT              |                                                         |
| Glanrind                                     | 73        | GR              |                                                         |
| Pinzgauer Fleischnutzung                     | 74        | PIF             |                                                         |
| Pustertaler                                  | 75        | PS              | vormals: Pustertaler Schecken                           |
| Gelbvieh Fleischnutzung                      | 76        | GVF             |                                                         |
| Braunvieh Fleischnutzung                     | 77        | BVF             |                                                         |
| Rotbunt Fleischnutzung                       | 78        | RBF             |                                                         |
| Hinterwälder Fleischnutzung                  | 79        | HWF             |                                                         |
| Murnau-Werdenfelser Fleischnutzung           | 80        | MWF             |                                                         |
| Vorderwälder Fleischnutzung                  | 81        | VWF             |                                                         |
| Limpurger Fleischnutzung                     | 82        | LPF             |                                                         |
| Brahman                                      | 83        | BRN             |                                                         |
| Bazadaise                                    | 84        | BAZ             |                                                         |
| Heckrind                                     | 85        | AO              | vormals: Auerochse (Heckrind, Abbildzüchtung Auerochse) |
| Beefalo                                      | 86        | BE              |                                                         |
| Wasserbüffel (Bubalus Bubalus)               | 87        | WL              |                                                         |
| Bison/Wisent                                 | 88        | BIS             |                                                         |
| Yak                                          | 89        | YAK             |                                                         |
| Sonstige Rassen                              | 90        | SON             |                                                         |
| Sonstige taurine Rinder (Bos taurus)         | 91        | TAU             |                                                         |
| Sonstige Zebu-Rinder (Bos indicus)           | 92        | IND             |                                                         |
| Sonstige taur indicus-Rinder                 | 93        | TIN             |                                                         |
| Wagyū                                        | 94        | WAG             | Wagyu-Rind                                              |
| Kreuzung Fleischrind x Fleischrind           | 97        | XFF             |                                                         |
| Kreuzung Fleischrind x Milchrind             | 98        | XFM             |                                                         |
| Kreuzung Milchrind x Milchrind               | 99        | XMM             |                                                         |

Zudem sind inzwischen (Stand 28. Mai 2020) gelistet die Rassen: Evolèner (100), British Longhorn (101), Texas Longhorn (102) Murray Grey (103), Whitbred Shorthorn (104), Murbodner (105), Ennstaler Bergschecken (106), Eringer (107), Parthenaise (108) und die Kreuzungen eines Zweinutzungsrindes mit einem Fleischrind (109), einem Milchrind (110) und den Abkömmling zweier Zweinutzungsrinder (111).